# Angelina rufescens
Angelina rufescens är en svampart som först beskrevs av Ludwig David von Schweinitz, och fick sitt nu gällande namn av Duby 1862. Angelina rufescens ingår i släktet Angelina, och familjen Dermateaceae.   Inga underarter finns listade i Catalogue of Life.